# Superfly 10th Anniversary Greatest Hits “LOVE, PEACE & FIRE”
『Superfly 10th Anniversary Greatest Hits “LOVE, PEACE & FIRE”』（スーパーフライ・テンス・アニヴァーサリー・グレイテスト・ヒッツ・ラヴ・ピース・アンド・ファイア）は、2017年4月4日に発売されたSuperflyのベスト・アルバム。

## 概要
- 前作『WHITE』から約2年ぶりとなるアルバムで、ベストアルバムとしては、『Superfly BEST』以来約4年というハイペースでのリリースである。本作はデビュー10周年記念日にあたる4月4日に発売されたオールタイム・ベストとなっている。
- 収録曲は、デビューから10周年を記念してファンによるリクエスト投票を機に上位39曲を収録（詳細は#リクエスト投票結果を参照）。また、3枚ごとのディスクにはタイトルにも反映している通り、「LOVE」「PEACE」「FIRE」と明記されている。中でも、2011年に発表され、長らくパッケージ化に至らなかった「You & Me」が今回、初のCD音源化となった。前ベスト同様、全曲共に2017年最新デジタル・リマスタリング音源が施されている。
- 初回限定盤と通常盤ではパッケージが異なっており、初回限定盤は特殊BOX仕様。通常盤には三方背ケース+デジパック仕様。2形態共に本人によるセルフライナーノーツなどが掲載された歌詞ブックレットが封入。なお初回限定盤のみディスクが1枚追加されており、初となるインスト音源集（タイトルには「INSTRUMENTAL」と明記）CDが付属している。こちらもファンによるリクエスト投票から反映された楽曲が収録されている。
- 2016年9月より体調を崩し、夏フェスなどが急遽キャンセルが続き静養中であった為か、本作リリース前後のイベントやTV・ラジオでのメディア出演といった大々的なプロモーション活動などは一切行われなかった。同年11月15日にはデビュー10周年を記念して初のオーケストラ編成による一夜限りのプレミアム・ライブ『Superfly 10th Anniversary Premium LIVE “Bloom”』が開催された。
- 同年12月20日には、「LOVE」「PEACE」「FIRE」の中から代表曲を10曲選曲+上述のライブで披露された「愛を込めて花束を」のオーケストラVer.を含め全11曲収録の『Superfly “LOVE, PEACE & FIRE” -Special Edition-』がリリースされた。詳細は下記の項目を参照。

## 収録曲

### Disc LOVE
1. 愛をこめて花束を (4:56)
  - 作詞：越智志帆+多保孝一+いしわたり淳治、作曲：多保孝一、編曲：蔦谷好位置
  - TBS系ドラマ『エジソンの母』主題歌。
  - 中京テレビ『PS』2008年2月度エンディングテーマ。
2. 輝く月のように (5:28)
  - 作詞：越智志帆+jam、作曲＆Basic Arrangement：多保孝一、 編曲：蔦谷好位置
  - TBS系テレビドラマ『サマーレスキュー〜天空の診療所〜』主題歌。
3. 愛に抱かれて (4:37)
  - 作詞：越智志帆　作曲：多保孝一　編曲：蔦谷好位置
4. Oh My Precious Time (4:36)
  - 作詞：越智志帆　作曲：越智志帆+多保孝一　編曲：蔦谷好位置+多保孝一
  - カルピス『ザ・プレミアム カルピス』「ホワイトサンタ 雪の結晶篇」CMソング。
5. 愛と感謝 (4:26)
  - 作詞：越智志帆+多保孝一　作曲：多保孝一　編曲：多保孝一+松岡モトキ
6. See You (4:10)
  - 作詞：越智志帆　作曲：多保孝一　編曲：蔦谷好位置+多保孝一
7. 恋する瞳は美しい (4:40)
  - 作詞：越智志帆　作曲：多保孝一　編曲：蔦谷好位置
  - 「Canon IXY DIGITAL」CMソング。
8. 愛をからだに吹き込んで (4:23)
  - 作詞：いしわたり淳治、作曲：tomoya.S・越智志帆、編曲：蔦谷好位置
  - テレビ朝日系ドラマ『ドクターX〜外科医・大門未知子〜』第3シーズン主題歌。
9. 凛 (5:52)
  - 作詞：越智志帆+多保孝一　作曲・編曲：多保孝一
10. 春のまぼろし (4:58)
  - 作詞：越智志帆　作曲：多保孝一　編曲：蔦谷好位置
  - ミュードラ「春のまぼろし」主題歌。
11. Last Love Song (3:33)
  - 作詞・作曲・編曲：越智志帆
12. やさしい気持ちで (4:05)
  - 作詞：越智志帆　作曲：多保孝一　編曲：蔦谷好位置+多保孝一
  - フジテレビ系「めざましテレビ」テーマソング。
13. On Your Side (5:38)
  - 作詞：越智志帆・jam、作曲：Bonnie McKee・Michelle McCord、編曲：蔦谷好位置
  - 朝日放送・テレビ朝日系『速報!甲子園への道2015』・『熱闘甲子園2015』応援ソング及び朝日放送（テレビ・ラジオいずれも）第97回全国高等学校野球選手権大会統一テーマソング。

### Disc PEACE
1. Beautiful (4:57)
  - 作詞：越智志帆、作曲：越智志帆・蔦谷好位置、編曲：蔦谷好位置
  - TBS系ドラマ『マザー・ゲーム〜彼女たちの階級〜』主題歌。
2. ハロー・ハロー (3:52)
  - 作詞：越智志帆+多保孝一　作曲・編曲：多保孝一
  - ドワンゴ『dwango.jp』TV-CFソング、スペースシャワーTV2007年4月度POWER PUSH選出曲、TBS系ドラマ『エジソンの母』挿入歌。
3. Wildflower (4:27)
  - 作詞：越智志帆　作曲：多保孝一
  - フジテレビ系ドラマ「GOLD」主題歌。
4. Good-bye (5:51)
  - 作詞：尾上文   作曲：Tomoya.S
  - 映画『闇金ウシジマくん ザ・ファイナル』主題歌。
  - アルバム初収録。
5. My Best Of My Life (6:15)
  - 作詞：越智志帆　作曲：多保孝一　編曲：蔦谷好位置
  - フジテレビ系ドラマ「BOSS」主題歌。
6. You & Me (2:33)
  - 作詞・作曲・編曲：越智志帆
  - 今作でCD初音源化となった。
7. 1969 (3:16)
  - 作詞：越智志帆+多保孝一　作曲：多保孝一　編曲：多保孝一+松岡モトキ
8. Hi-Five (3:59)
  - 作詞：越智志帆+jam　作曲：多保孝一　編曲：蔦谷好位置+多保孝一
  - au KDDI『LISMO』キャンペーンソング。
9. 919 (4:19)
  - 作詞：越智志帆　作曲：多保孝一
  - TBS系テレビ「A-Studio」テーマソング。
10. 愛をくらえ (4:38)
  - 作詞：越智志帆　作曲：多保孝一　編曲：蔦谷好位置　Basic Arrangement：多保孝一　
  - 映画『スマグラー -おまえの未来を運べ-』主題歌。
11. スタンディングオベーション (4:09)
  - 作詞：越智志帆　作曲：多保孝一
12. The Bird Without Wings (5:03)
  - 作詞：越智志帆　作曲：多保孝一　編曲：蔦谷好位置　Basic Arrangement：多保孝一
  - 映画「闇金ウシジマくん」主題歌。
13. Starting Over (4:11)
  - 作詞：越智志帆　作曲：多保孝一　編曲：蔦谷好位置　Basic Arrangement：多保孝一
  - J-WAVE 25th ANNIVERSARY SONG。

### Disc FIRE
1. タマシイレボリューション (3:46)
  - 作詞・作曲：越智志帆　編曲：蔦谷好位置
  - NHK2010年度サッカーテーマソング。
2. Alright!! (4:20)
  - 作詞：越智志帆　作曲：多保孝一 + 越智志帆　編曲：多保孝一
  - フジテレビ系ドラマ「BOSS」オープニングテーマ。
  - スズキ・エスクードCMソング。
3. 99 (3:39)
  - 作詞：jam　作曲：Tomoya.S　編曲：蔦谷好位置
  - テレビ朝日系ドラマ『ドクターX〜外科医・大門未知子〜』第4シーズン主題歌。
  - アルバム初収録。
4. 黒い雫 (3:30)
  - 作詞：越智志帆、jam　作曲：越智志帆 編曲：蔦谷好位置
  - フジテレビ系ドラマ「無痛〜診える眼〜」主題歌。
  - アルバム初収録。
5. Bi-Li-Li Emotion (4:45)
  - 作詞：越智志帆　作曲：多保孝一　編曲：蔦谷好位置　Basic Arrangement：多保孝一
  - テレビ朝日系ドラマ『ドクターX〜外科医・大門未知子〜』第2シリーズ主題歌。
6. Force (3:31)
  - 作詞：越智志帆　作曲：多保孝一
  - テレビ朝日系ドラマ『ドクターX〜外科医・大門未知子〜』第1（2012年）及び、第5（2017年）シリーズ主題歌。
7. 心の鎧 (3:56)
  - 作詞：いしわたり淳治  作曲：越智志帆・蔦谷好位置
  - 映画『闇金ウシジマくん Part３』主題歌。
  - アルバム初収録。
8. 誕生 (3:28)
  - 作詞：越智志帆　作曲：多保孝一　編曲：蔦谷好位置+多保孝一
  - Right-on『X-WASH』CMソング。
9. White Light (4:45)
  - 作詞：越智志帆・jam、作曲：越智志帆・蔦谷好位置、編曲：蔦谷好位置
  - PlayStation 3用ソフト「テイルズ オブ ゼスティリア」テーマソング。
10. マニフェスト (4:01)
  - 作詞：越智志帆＋多保孝一　作曲・編曲：多保孝一
11. How Do I Survive? (3:46)
  - 作詞：越智志帆　作曲：多保孝一　編曲：蔦谷好位置+多保孝一
  - 「モード学園」CMソング。
12. I Remember (5:01)
  - 作詞：越智志帆　作曲：多保孝一　編曲：蔦谷好位置
13. Rollin' Days (4:02)
  - 作詞：越智志帆、作曲：多保孝一、編曲：蔦谷好位置
  - フジテレビ系テレビドラマ「BOSS 2ndシーズン」主題歌。

### Disc INSTRUMENTAL（初回限定盤のみ）
1. 愛をこめて花束を (4:55)
2. 輝く月のように (5:28)
3. Beautiful (4:56)
4. タマシイレボリューション (3:45)
5. Wildflower (4:26)
6. やさしい気持ちで (4:04)
7. Starting Over (4:11)
8. On Your Side (5:38)
9. Bi-Li-Li Emotion (4:45)
10. 黒い雫 (3:30)
11. ハロー・ハロー (3:52)
12. My Best Of My Life (6:14)
13. 愛をからだに吹き込んで (4:20)

## リクエスト投票結果
- 本作以前にリリースされたシングル・アルバム楽曲の中から、ファン投票で上位39曲に選ばれた楽曲が収録された[4]。投票結果は、以下の通り。

| 順位 | 曲名                       | 初出                                                                        | オリジナル発売日 |
| ---- | -------------------------- | --------------------------------------------------------------------------- | ---------------- |
| 1位  | Beautiful                  | 5thアルバム『WHITE』                                                        | 2015年5月27日    |
| 2位  | 愛をこめて花束を           | 4thシングル                                                                 | 2008年2月27日    |
| 3位  | 愛に抱かれて               | 2ndアルバム『Box Emotions』                                                 | 2009年9月2日     |
| 4位  | 輝く月のように             | 15thシングル                                                                | 2012年8月15日    |
| 5位  | Wildflower                 | 10thシングル&カヴァー集『Wildflower & Cover Songs:Complete Best 'TRACK 3'』 | 2010年9月1日     |
| 6位  | 愛と感謝                   | 4thシングル「愛をこめて花束を」c/w                                          | 2008年2月27日    |
| 7位  | 春のまぼろし               | 2ndアルバム『Box Emotions』                                                 | 2009年9月2日     |
| 8位  | On Your Side               | 19thシングル                                                                | 2015年7月29日    |
| 9位  | 凛                         | 2ndシングル「マニフェスト」c/w                                              | 2007年8月1日     |
| 10位 | My Best Of My Life         | 7thシングル                                                                 | 2009年5月13日    |
| 11位 | You & Me                   | 配信限定シングル ※CD初音源化                                                | 2011年3月18日    |
| 12位 | ハロー・ハロー             | 1stシングル                                                                 | 2007年4月4日     |
| 13位 | Starting Over              | ベストアルバム『Superfly BEST』                                             | 2013年9月25日    |
| 14位 | やさしい気持ちで           | 8thシングル「恋する瞳は美しい/やさしい気持ちで」2曲目                       | 2009年7月29日    |
| 15位 | タマシイレボリューション   | 10thシングル&カヴァー集『Wildflower & Cover Songs:Complete Best 'TRACK 3'』 | 2010年9月1日     |
| 16位 | マニフェスト               | 2ndシングル                                                                 | 2007年8月1日     |
| 17位 | I Remember                 | 1stアルバム『Superfly』                                                     | 2008年5月14日    |
| 18位 | Alright!!                  | 配信限定シングル                                                            | 2009年6月3日     |
| 19位 | Rollin' Days               | 配信限定シングル                                                            | 2011年5月18日    |
| 20位 | 黒い雫                     | 20thシングル&カップリング集『黒い雫 & Coupling Songs: 'Side B'』            | 2015年12月5日    |
| 21位 | 99                         | 22ndシングル                                                                | 2016年11月23日   |
| 22位 | 愛をからだに吹き込んで     | 19thシングル                                                                | 2014年11月19日   |
| 23位 | Bi-Li-Li Emotion           | ベストアルバム『Superfly BEST』                                             | 2013年9月25日    |
| 24位 | See You                    | 2ndアルバム『Box Emotions』                                                 | 2009年9月2日     |
| 25位 | Last Love Song             | 1stアルバム『Superfly』                                                     | 2008年5月14日    |
| 26位 | Force                      | 16thシングル                                                                | 2012年10月31日   |
| 27位 | 1969                       | 1stアルバム『Superfly』                                                     | 2008年5月14日    |
| 28位 | Oh My Precious Time        | 1stアルバム『Superfly』                                                     | 2008年5月14日    |
| 29位 | Hi-Five                    | 5thシングル                                                                 | 2008年4月23日    |
| 30位 | How Do I Survive?          | 6thシングル                                                                 | 2008年9月10日    |
| 31位 | The Bird Without Wings     | 15thシングル「輝く月のように/The Bird Without Wings」2曲目                  | 2012年8月15日    |
| 32位 | Good-bye                   | 21stシングル                                                                | 2016年9月14日    |
| 33位 | 誕生                       | 2ndアルバム『Box Emotions』                                                 | 2009年9月2日     |
| 34位 | 心の鎧                     | 21stシングル「Good-bye」c/w                                                 | 2016年9月14日    |
| 35位 | 919                        | 4thアルバム『Force』                                                        | 2012年9月19日    |
| 36位 | スタンディングオベーション | 4thアルバム『Force』                                                        | 2012年9月19日    |
| 37位 | 恋する瞳は美しい           | 8thシングル                                                                 | 2009年7月29日    |
| 38位 | White Light                | 配信限定シングル                                                            | 2015年1月21日    |
| 39位 | 愛をくらえ                 | 14thシングル                                                                | 2011年10月12日   |

## Superfly “LOVE, PEACE & FIRE” -Special Edition-
『Superfly “LOVE, PEACE & FIRE” -Special Edition-』（スーパーフライ・ラヴ・ピース・アンド・ファイア・スペシャル・エディション）は、2017年12月20日に発売された。
上述の通り、「LOVE」「PEACE」「FIRE」から厳選された10曲に加え、初音源化となる「愛をこめて花束を - Orchestra Ver.-」が追加された全11曲が収録されている。

### 収録曲
1. 愛をこめて花束を (4:55)
2. Beautiful (4:56)
3. タマシイレボリューション (3:45)
4. 輝く月のように (5:28)
5. Force (3:31)
6. Alright‼︎ (4:20)
7. 愛をからだに吹き込んで (4:23)
8. Hi-Five (4:00)
9. やさしい気持ちで (4:04)
10. Wildflower (4:28)
11. 愛をこめて花束を -Orchestra Ver.- (4:59)

## 演奏
Disc LOVE
- 越智志帆
  - Lead Vocal
  - Background Vocals (#1-10.12.13)
  - Tambourine (#1.2)
  - Piano (#10.11)
- 多保孝一
  - Basic Arrangement (#1.2.3.7.10)
  - Electric Guitar (#3.4.5.9)
  - Background Vocals (#5.6.7)
  - Acoustic Guitar (#12)
- 名越由貴夫
  - Electric Guitar (#1.8)
  - Acoustic Guitar (#1.13)
- 大神田智彦：Bass (#1)
- 蔦谷好位置
  - Piano (#1.2.4.12.13)
  - Organ (#1.4)
  - Programming (#2.4.8)
  - Background Vocals (#2.4)
  - Wurlitzer (#3)
  - Keyboards (#3.10)
  - Hammond B-3 (#6)
- 大神田智彦：Bass (#1)
- 松原寛
  - Drums (#1.3.4.6.7.10.12)
  - Tambourine (#6)
- 弦一徹ストリングス：Strings (#1.3.8.12.13)
- 八橋義幸
  - Electric Guitar (#2.7.8.9.12.13)
  - Acoustic Guitar (#10.12)
- ヒラマミキオ：Electric Guitar (#2)
- 松原秀樹：Bass (#2.6.10.12)
- 小田原豊：Drums (#2.13)
- SUNNY：Hammond B-3 (#2)
- 石成正人
  - Acoustic Guitar (#3)
  - Electric Guitar (#6)
- 種子田健：Bass (#3)
- 百田留衣：Acoustic Guitar, Electric Guitar (#4)
- 鈴木克敏：Bass (#4)
- 松岡モトキ
  - Acoustic Guitar (#5.9)
  - Background Vocals (#5)
  - Tambourine (#9)
- 沖山優司：Bass (#5.9)
- 野崎泰弘：Wurlitzer, Hammond B-3 (#5)
- 朝倉真司：Drums, Tambourine (#5)
- 杉並児童合唱団：Background Vocals (#5)
- 山本健太：Piano (#6)
- 加藤雄一郎：Alto Sax (#6)
- 後関好宏：Tenor Sax, Baritone Sax (#6)
- 川上鉄平、牧原正洋：Trumpet (#6)
- 滝本尚史：Trombone (#6)
- 草刈浩司
  - Electric Guitar (#7.12)
  - Acoustic Guitar (#12)
- 種子田健：Bass (#7.13)
- 須藤優：Bass (#8)
- 玉田豊夢：Drums (#8)
- Tomoya.S：Background Vocals (#8)
- 伊藤隆博：Piano, Hammond B-3 (#8)
- 村石雅行：Drums (#8)
- 山本拓夫：Soprano Sax (#8)
- 曽根巧：Acoustic Guitar (#12)
- ASA-CHANG：Tambourine, Shaker (#13)

Disc PEACE
- 越智志帆
  - Lead Vocal
  - Background Vocals (#1-5.7-13)
  - Tambourine (#3.4.5.9.10.12.13)
  - Piano (#6)
- 名越由貴夫
  - Electric Guitar (#1.3.4)
  - Acoustic Guitar (#4)
- オータケコーハン：Electric Guitar (#1)
- 蔦谷好位置
  - Piano (#1.4.5.12)
  - Programming (#1.9.12)
  - Organ, Wurlitzer (#8)
  - Background Vocals (#9-13)
  - Hammond B-3 (#11.12.13)
- 河村智康
  - Drums (#1)
  - Tambourine (#1)
- 弦一徹ストリングス：Strings (#1.3.4.5)
- 山本茉莉奈：Clarinet (#1)
- 三浦南：Flute (#1)
- 大久保茉美：Oboe (#1)
- 多保孝一
  - Electric Guitar (#2.7)
  - Background Vocals (#2)
  - Basic Arrangement (#3.5.9-13)
- 松岡モトキ
  - Acoustic Guitar, Tambourine, Background Vocals (#2.7)
  - Banjo (#7)
- 八橋義幸
  - Electric Guitar (#2.3.5.7.9-13)
  - Mandolin (#3)
  - Acoustic Guitar (#5.12)
  - Electric Guitar Solo (#8)
- 沖山優司：Bass (#2.7)
- 伊藤隆博
  - Piano (#2.7)
  - Hammond B-3 (#2.7)
- 小西昭次郎：Drums (#2)
- 松原秀樹：Bass (#3.10.12.13)
- 小田原豊：Drums (#3.9.11.12.13)
- Tomoya.S：Electric Guitar (#4)
- 須藤優：Bass (#4)
- 河村智康：Drums (#4)
- オオヒナタハルコ、竹本健一、Dody、Luz：Background Vocals (#4)
- 草刈浩司：Electric Guitar (#5)
- 種子田健：Bass (#5.8.9.11)
- 松原寛：Drums (#5.8.10)
- 古田たかし：Drums (#7)
- 真城めぐみ：Background Vocals (#7)
- ヒラマミキオ
  - Electric Guitar (#8-12)
  - Acoustic Guitar (#8.13)
- 加藤雄一郎：Sax (#8)
- 川崎太一朗：Trumpet (#8)
- SUNNY：Piano (#11.13)

Disc FIRE
- 越智志帆
  - All Lead Vocal & Background Vocals
  - Cowbell (#1.13)
  - Tambourine (#2.7.13)
  - Shaker (#7)
  - Harmonica (#10)
  - Electric Guitar (#11)
- 八橋義幸
  - Electric Guitar (#1-6.8.9.10.12.13)
  - Acoustic Guitar (#7)
- ヒラマミキオ：Electric Guitar (#1.6)
- 種子田健：Bass (#1-6.8.11.12)
- 蔦谷好位置
  - Piano (#1.12)
  - Programming (#1-5.8.9)
  - Hammond B-3 (#5.6.8.13)
  - Background Vocals (#5.6.9.13)
  - Keyboards (#8)
  - Organ (#11)
- 松原寛
  - Drums (#1.2.3.8.9.11.12)
  - Percussion (#1)
  - Tambourine (#3)
- 菅坂雅彦、横山均：Trumpet (#1)
- 村田陽一：Trombone (#1)
- 山本拓夫：Tenor Sax (#1)
- 竹野昌邦：Alto Sax (#1)
- 草刈浩司
  - Electric Guitar (#2.12)
  - Electric Guitar (Open E Tuning), Acoustic Guitar (#8)
  - Electric Guitar (Regular Tuning / Open G Tuning / Slide) (#11)
- 多保孝一
  - Organ (#2)
  - Programming (#2.8.10)
  - Background Vocals (#2.8)
  - Basic Arrangement (#5.6.12.13)
  - Sitar Pad (#8)
  - Electric Guitar (#10)
  - Electric Guitar (Open G Tuning) (#13)
- SAN：Background Vocals (#2.12)
- 名越由貴夫
  - Electric Guitar (#3.4.7.9)
  - Electric Sitar (#8)
- 河村智康
  - Drums (#4.7.13)
  - Percussion (#4)
- 後関好宏：Baritone Sax (#4)
- 佐々木貴之：Electric Guitar (#5)
- 小田原豊：Drums (#5.6)
- 川上鉄平、田中充、田沼慶紀：Trumpet (#5)
- 五十嵐誠：Trombone (#5)
- 村瀬和広：Alto Sax (#5)
- 根岸孝旨：Bass (#7)
- 弦一徹ストリングス：Strings (#7)
- Team “BUHEI”：Background Vocals (#9)
- 松岡モトキ：Acoustic Guitar (#10)
- 沖山優司：Bass (#10)
- 伊藤隆博：Hammond B-3 (#10)
- 古田たかし：Drums (#10)
- 百田留衣：Electric Guitar (#11)
- 野崎泰弘：Hammond B-3 (#12)
- 田中雪子、加藤哉子、竹本健一：Background Vocals (#12)
- 高桑圭：Bass (#13)